# Krize nočního mrazu
Krize nočního mrazu označuje napětí ve vztazích Finska a SSSR z roku 1958, které vyvolalo vycouvání Svazu z již dohodnutých obchodů a odvolání velvyslance SSSR z Helsinek. Přístup prezidenta Kekkonena k této krizi nahrává spekulacím o jeho spojení s KGB.

## Pozadí
V rámci politiky Paasikiviho-Kekkonenovy linie manévrovalo Finsko od konce 40. let na hranici mezi Západem a Východem, přičemž za Kekkonena byla tato politika více vstřícná vůči SSSR. Sovětský svaz byl pro Finsko velkým obchodním partnerem a toho si byli Sověti vědomi. V roce 1958 sice volby vyhrála komunistická SKDL, ale dalších šest stran se spojilo do koalice a vyšachovaly SKDL z možnosti sestavit vládu. Nová vláda nejenomže nebyla komunistická, ale dokonce někteří členové byli silně antisovětští. Sověti využili svého ekonomického vlivu a vycouvali z již dohodnutých obchodů, dokonce odvolali svého velvyslance z Helsinek zpátky do Moskvy. Prezident Kekkonen, ačkoliv jindy aktivní v jednání se Sověty a kritizovaný za přílišné zásahy do fungování Finska jako parlamentní republiky, se vůči postupu SSSR silněji nevymezil. Vláda do prosince 1958 padla, Kekkonen jmenoval novou menšinovou vládu agrárníků a odletěl do Moskvy za Chruščovem ujistit ho o vřelých vztazích mezi Finskem a SSSR. Právě tato zvláštní, a pro Kekkonena nezvyklá, neaktivita je považována za důkaz jeho spojení s KGB (stejně jako jeho pozice za Nótové krize).